# 里帰り (落語)
『里帰り』（さとがえり）は、林鳴平（5代目春風亭柳昇）作の新作落語。「どんな状況であろうと子には幸せになってもらいたい」という親心をテーマにした、現代の人情噺である。原作はフランスにあり、5代目柳亭左楽が同様の話を演じていた時期もあったと言われるが、戦後は柳昇のみが演じていた為、彼の新作とされている（東宝ミュージック「東宝名人会」での解説文より）。

## あらすじ
ある日、田舎の老夫婦の元に三年前嫁いでいった娘が突然転がり込んでくる。いきなり何の連絡もなく、しかも夫も連れずに帰ってきた理由を父が問いただしてみると、どうやら夫の母親、つまり姑の嫁いびりに耐えかねて、家出してきたらしい。そのいびりの内容というのは、ご飯の炊き方一つで文句を言われたり、夕飯の買い出しに100円玉1枚だけ渡され、しようがなく自分の金で買ってきたら泥棒呼ばわりされるなど、実に陰湿で典型的な内容だったのだが、父は「そんな人でも、お前の夫を産んで立派に育ててくれた人なんだから大切にしてやらなきゃいけない」と言って、夫の元へ帰るように言う。それが嫌な娘は、「帰ったら即刻姑を殺す」と言い放ち、娘がそこまで追い詰められていることを父は理解し、それならとロージンバッグほどの大きさの袋に入った白い粉を渡す。なんでもその粉は、「たった一舐めしただけで、人間は即死し、さらには遺体からは何の毒物も検出されない」という夢のような毒薬だという。この粉を手にした娘は「こんないい毒が手に入ったからには、飛んで帰ってすぐ殺すわ!!」と言うが、父は「今殺すのはまずい。世間で『世界一仲の悪い嫁姑』といううわさが立っているうちに殺すと、世間で『ついに嫁いびりに耐えかねて嫁が姑を殺した』といううわさが立つだろう。そうなったら証拠がなくとも警察はお前を取り調べる。そうなったらお前は俺の子だから、嘘を突き通せず殺人を認めてしまうだろう。俺は殺人には反対しないが、お前が逮捕されるのだけは反対する。だからこれから帰ってからは姑と仲が良いフリをして、世間の印象が『仲の良い嫁姑』になってから殺せ。世間に自然を装うのには少なくとも一年は我慢するんだ、いいな?」と言うと、娘も今までいびられ続けた時間に比べれば一年なんて短いと了解し、そのまま夫の元へ帰る。
それから一年後、娘が再び実家に振り袖で帰ってくる。なんでも一年間仲の良いフリをするはずが本当に仲良くなってしまい、その振り袖も帰省のことを姑に話したところ、大急ぎで仕立ててくれたものだと言う。さらにはその結果夫との仲も睦まじくなり、妊娠3ヶ月を迎えているらしい。そこで父が二人の世間での評判を聞くと「世界一仲の良い嫁姑」とまで言われているらしいので、そろそろ潮時だ、殺さないのかと聞くと、娘はもう殺意はとうの昔に消え失せたという。その途端、父は豹変したように怒り出し、「俺はこの毒のすごさを確かめたかったんだ。お前がこの毒を使わないのならば、俺がこの身で確かめる。娘に裏切られた哀れな父として死んでやる」と言い出したため、娘は父の代わりに毒を飲み、自分の命と引き替えに毒のすごさを父に見せてやると言い放ち、父に別れを告げ、例の粉を嘗める。ところが、娘の体には何の変化も現れない。実はその粉が「夢のような毒薬」というのは真っ赤な嘘で、本当はただのうどん粉なのだと言う。なんでこのような嘘をついたのかと娘が聞くと、「人間、誰でも人に嫌いという体で当たれば、その人もお前のことを嫌いになる。逆に好きという体で当たれば、好きになる。だから俺はお前にこんな嘘をついて、それでもダメだったんなら戻ってきて欲しい。お前が嫁に嫁いでからというもの、お前の身を心配しなかった日は一日もなかった。親はいつでもこのことを心配しているもんなんだ」という本心を明かした。そしてその嘘は見事に実を結んだわけで、結果娘も幸せになれたということで娘は父に感謝すると共に、もし途中で我慢できなくなってうどん粉で姑を殺そうとしていたらどうなっていたのかと父に聞くと、「そりゃもちろん手打ちだろ」と答えるのであった。

## 参考
次のようなパターンもある。
（姑を殺す気が失せたと娘が言った後）娘が毒の始末に困って父親に相談すると、父親は「暇なときに少しずつ嘗めちゃえ」と言う。実は毒の正体はただの重曹で、その後本編と同じような件があり、父親は「本当にお前があの粉を使ってしまうのではないかと気が気でなかった」と本心を吐露する。そこで娘が、「実は私も恐ろしくてしょうがなかったの。でもこれで胸がスッキリしたわ」すると父親「スッキリするはずだ。重曹なんだから」がサゲとなる。